# Развојна лига Србије у кошарци
Развојна лига Србије је кошаркашко такмичење које организује Кошаркашки савез Србије. Основано је 2013. године и одржава се у пролеће, по завршетку првог дела такмичења у Кошаркашкој лиги Србије. Игра се по двокружном бод систему, без доигравања.
Лига је више рекреативног карактера, а уведена са циљем да се ублажи предуга пауза између две сезоне коју имају тимови из Кошаркашке лиге Србије који се нису пласирали у Суперлигу. Акценат је на развоју младих играча.
У сезони 2013/14. такмичење је било започето, али је прекинуто након само 3 одиграна кола одлуком Кошаркашког савеза Србије након што су мајске поплаве проузроковале велику штету кошаркашким клубовима широм Србије. 

## Досадашњи победници
| Сезона   | Број клубова | Првак       | Вицепрвак | МВП лиге                       |
| -------- | ------------ | ----------- | --------- | ------------------------------ |
| 2012/13. | 8            | ОКК Београд | ФМП       | Немања Тодоровић (Борац Чачак) |
| 2013/14. | 6            | -           | -         | -                              |

### Успешност клубова
| Клуб        | Првак    | Вицепрвак |
| ----------- | -------- | --------- |
| ОКК Београд | 1 (2013) | -         |
| ФМП         | -        | 1 (2013)  |

## Укупна табела лиге 2012-2013
| Поз. | Клуб           | Сез. | Одиг. | Поб. | Пор. | % поб. | Бод. | Најбољи пласман |
| ---- | -------------- | ---- | ----- | ---- | ---- | ------ | ---- | --------------- |
| 1.   | ОКК Београд    | 1    | 14    | 12   | 2    | 85.71  | 26   | 1.              |
| 2.   | ФМП            | 1    | 14    | 10   | 4    | 71.43  | 24   | 2.              |
| 3.   | Борац Чачак    | 1    | 14    | 9    | 5    | 64.29  | 23   | 3.              |
| 4.   | БКК Раднички   | 1    | 14    | 9    | 5    | 64.29  | 23   | 4.              |
| 5.   | Мега Визура МТ | 1    | 14    | 7    | 7    | 50.00  | 21   | 5.              |
| 6.   | Тамиш          | 1    | 14    | 4    | 10   | 28.57  | 18   | 6.              |
| 7.   | Слога          | 1    | 14    | 4    | 10   | 28.57  | 18   | 7.              |
| 8.   | Смедерево 1953 | 1    | 14    | 1    | 13   | 7.14   | 15   | 8.              |